# Waffengesetz 1996
Das Waffengesetz 1996 (WaffG) ist Teil des österreichischen Waffenrechts. Es regelt den Umgang mit Waffen (inkl. Klingenwaffen), Schusswaffen und Munition sowie den Erwerb, den Besitz, den Handel und die Instandsetzung bzw. Vernichtung von Waffen.
Es wurde 1997 als Artikel 1 des Bundesgesetzes, mit dem das Waffengesetz 1996 erlassen und das Unterbringungsgesetz, das Strafgesetzbuch sowie das Sicherheitspolizeigesetz geändert werden erlassen.
Durchführungsbestimmung ist die vom Bundesminister für Inneres erlassene 1. Waffengesetz-Durchführungsverordnung BGBl. II Nr. 164/1997 i. d. G. F.

## Aktuelles und Änderungen

### Runderlass zum Waffengesetz, 29. Mai 2008 – Expansivmunition
Am 29. Mai 2008 wurde vom BMI ein Runderlass u. a. zum Thema Expansivmunition erlassen.

### Waffengesetz-Novelle 2010
Am 16. Juni 2010 wurde vom Nationalrat der Ministerialentwurf (142/ME (XXIV. GP)) zur Umsetzung der Waffengesetz-Novelle 2010 (247/BNR (XXIV. GP))) in der dritten Lesung angenommen.

### Änderung 2016
2016 wurde illegal aufhältigen Drittstaatsangehörigen und Drittstaatsangehörigen ohne Aufenthaltstitel „Daueraufenthalt–EU“ mit einer Änderung des § 11a WaffG der Besitz, der Erwerb und das Führen von Schusswaffen und Munition verboten.

### Waffengesetz-Novelle 2018
Eine Änderung des Waffengesetzes wurde 2018 erforderlich, weil eine neue EU-Waffenrichtlinie verabschiedet wurde, die 2018 in Kraft trat. Diese Richtlinie, die nach den Terroranschlägen am 13. November 2015 in Paris verabschiedet worden war, gibt auf bestimmte Schusswaffen bezogene Verbote für Privatpersonen vor. Dabei steht es den Mitgliedstaaten frei, weniger strenge Regeln für Jäger und Sportschützen zu erlassen. Als wichtigste Änderung darf eine Pistole nach Inkrafttreten der Novelle nur mehr Magazine mit maximal 20 Schuss Kapazität haben, die Grenze für ein halbautomatisches Gewehr liegt bei zehn Schuss. Zudem müssen auch vor 2012 erworbene Schrotflinten nun verpflichtend im Zentralen Waffenregister eingetragen werden.
Jäger, die eine gültige Jagdkarte und gleichzeitig Waffenbesitzkarte besitzen, dürfen für ihre Waffen nun Schalldämpfer verwenden wenn sie die Jagd regelmäßig ausüben und Waffen der Kategorie B während der rechtmäßigen, nach den landesrechtlichen Vorschriften zulässigen und tatsächlichen Ausübung der Jagd ohne Waffenpass führen.
Zudem wurde eine gesetzliche Definition eines Sportschützen und entsprechende Erleichterungen des Waffenbesitzes eingeführt. Angehörigen der Justizwache oder der Militärpolizei wird nun auf Antrag ein Waffenpass ausgestellt – vormals galt diese Regelung nur für die Angehörigen der Bundespolizei.
Das erst im Jahr 2016 erlassene Verbot des Besitzes von Schusswaffen für Personen ohne Daueraufenthaltsgenehmigung (wie beispielsweise Asylwerber) wurde mit der Novelle auf ein generelles Waffenverbot ausgedehnt. Das Innenministerium gab als Grund dafür den „eklatanten Anstieg von Verbrechen gegen Leib und Leben“ mit Waffen wie beispielsweise Messern durch Drittstaatsangehörige an.
Die Novelle trat am 1. Jänner 2019 bzw. am 14. Dezember 2019 in Kraft.

## Einstufungen der Waffenarten

### Der Waffenbegriff
§ 1 definiert Waffen als Gegenstände, die ihrem Wesen nach dazu bestimmt sind, 
1. die Angriffs- oder Abwehrfähigkeit von Menschen durch unmittelbare Einwirkung zu beseitigen oder herabzusetzen oder
2. bei der Jagd oder beim Schießsport zur Abgabe von Schüssen verwendet zu werden.

Damit ist klargestellt, dass nicht jeder gefährliche Gegenstand (Taschenmesser, Hacke usw.) auch eine Waffe im Sinne dieses Gesetzes ist.
Schusswaffen sind dem Gesetz nach Waffen, mit denen feste Körper durch einen Lauf in eine bestimmbare Richtung verschossen werden können. (§ 2 WaffG) Das Gesetz unterscheidet dabei grundsätzlich zwischen drei Kategorien (A, B und C) von Schusswaffen. Zusätzlich werden abweichende Regelungen für einige minderwirksame Schusswaffen definiert.
Im Allgemeinen sind Leuchtpistolen Signalgeräte und – mangels der im § 1 WaffG angeführten Zweckbestimmungen – keine Waffen und frei ab 18 Jahren. Eine für das Abschießen von Schrotpatronen (auch Leuchtpistolen im Kal.4 mit Einstecklauf auf Kaliber 12) geeignete „Leuchtpistole“ fällt aber unter den Waffenbegriff des § 1 WaffG.
Folgende Tabelle gibt Auskunft über den Erwerb (mit anschließendem Besitz) und das Führen verschiedener Waffenkategorien für Bürger ohne aufrechtes Waffenverbot, die keine Drittstaatsangehörige oder Asylwerbern sind:
| Kategorie   | Waffenart | Beispiele | Erwerb | Führen (in Öffentlichkeit)                                                                                     |
| ----------- | --- | --- | --- | --- |
| A           | Verbotene Waffen und Kriegsmaterial | vollautomatische Schusswaffen und anderes Kriegsmaterial (z. B. Maschinenpistolen, Maschinenkarabiner und Maschinengewehre), Pumpguns; getarnte Waffen (z. B. schießender Kugelschreiber); Schußwaffen, die über das für Jagd- und Sportzwecke übliche Maß hinaus zum Zusammenklappen, Zusammenschieben, Verkürzen oder schleunigen Zerlegen eingerichtet sind; Flinten mit einer Gesamtlänge von weniger als 90 cm oder mit einer Lauflänge von weniger als 45 cm, verbotene Hiebwaffen z. B. Schlagringe, Totschläger, Stahlruten; halbautomatische Faustfeuerwaffen mit Zentralfeuerzündung mit (integriertem oder angestecktem) Magazin, das mehr als 20 Patronen aufnehmen kann; Magazine für Faustfeuerwaffen mit Zentralfeuerzündung, die mehr als 20 Patronen aufnehmen können; Halbautomatische Gewehre mit Zentralfeuerzündung mit (integriertem oder angestecktem) Magazin, das mehr als 10 Patronen aufnehmen kann; Magazine für halbautomatische Gewehre mit Zentralfeuerzündung, die mehr als 10 Patronen aufnehmen können; halbautomatischen Schusswaffen mit Zentral- und Randfeuerzündung und einer Gesamtlänge von über 60 cm, die ohne Funktionseinbuße mithilfe eines Klapp- oder Teleskopschafts oder eines ohne Verwendung eines Werkzeugs abnehmbaren Schafts auf eine Gesamtlänge unter 60 cm gekürzt werden können; Schusswaffen mit integriertem Schalldämpfer; Schalldämpfer (hier ausgenommen: Inhaber einer gültigen Jagdkarte, wenn die Jagd regelmäßig ausgeübt wird) | nur mit Ausnahmebewilligung | nur mit Ausnahmebewilligung                                                                                    |
| B           | genehmigungspflichtige Waffen | halbautomatische Schusswaffen und davon auch Gewehre die zu Jagd- und Sportgewehren gehören; Faustfeuerwaffen (Pistole, Revolver), Repetierflinten, die nicht Kriegsmaterial oder verbotene Waffen sind Munition für Faustfeuerwaffen mit Zentralfeuerzündung oder mit einem Kaliber von 6,35 mm und darüber wenn dafür keine Waffe registriert ist | Waffenbesitzkarte, Waffenpass | Waffenpass |
| C           | alle Schusswaffen, die nicht der Kategorie A oder B angehören Elektroschockpistole wie z. B. „Taser“ mit Kartusche                                     | alle Schusswaffen, die nicht der Kategorie A oder B angehören Elektroschockpistole wie z. B. „Taser“ mit Kartusche | frei ab 18 Jahren (3 Werktage Wartefrist bei Erwerb einer Schusswaffe durch einen Gewerbetreibenden ohne Waffenpass, Waffenbesitzkarte oder Jagdkarte) | Waffenpass (teilweise möglich mit gültiger Jagdkarte, bzw. für Mitglieder von traditionellen Schützenvereinen) |
| C           | meldepflichtige Schusswaffen mit mindestens einem gezogenen Lauf, die nach jeder Schussabgabe händisch nachgeladen werden müssen (ehemals Kategorie C) | Büchsen: Repetierbüchsen, Bockbüchsflinte; Drillinge, Revolvergewehr, Druckluftwaffen und CO2-Waffen mit einem Kaliber von 6 mm und darüber | frei ab 18 Jahren (3 Werktage Wartefrist bei Erwerb einer Schusswaffe durch einen Gewerbetreibenden ohne Waffenpass, Waffenbesitzkarte oder Jagdkarte) | Waffenpass (teilweise möglich mit gültiger Jagdkarte, bzw. für Mitglieder von traditionellen Schützenvereinen) |
| C           | meldepflichtige Schusswaffen mit ausschließlich glattem Lauf, die nach jeder Schussabgabe händisch nachgeladen werden müssen (ehemals Kategorie D)     | Flinten: Einlaufflinten, Doppelflinten, Bockflinten | frei ab 18 Jahren (3 Werktage Wartefrist bei Erwerb einer Schusswaffe durch einen Gewerbetreibenden ohne Waffenpass, Waffenbesitzkarte oder Jagdkarte) | Waffenpass (teilweise möglich mit gültiger Jagdkarte, bzw. für Mitglieder von traditionellen Schützenvereinen) |
| § 45 Waffen | minderwirksame Waffen | Schusswaffen mit Luntenschloss-, Radschloss- und Steinschlosszündung sowie einschüssige Schusswaffen mit Perkussionszündung; andere Schußwaffen, vor dem Jahre 1871 entwickelt; Schußwaffen, bei denen die Geschosse durch verdichtete Luft (Druckluftwaffen) oder unter Verwendung von Kohlensäure entstandenen Gasdruck (CO2-Waffen) angetrieben werden und ein Kaliber unter 6 mm haben, Zimmerstutzen; andere Arten minderwirksamer Waffen, die der Bundesminister für Inneres durch Verordnung als solche bezeichnet | frei ab 18 Jahren | Waffenpass |

Softairwaffen und Paintballmarkierer fallen nicht unter den Begriff einer Schusswaffe im Sinne des Waffengesetzes, dürfen aber aufgrund der Softairwaffenverordnung erst ab 18 Jahren erworben werden.

## Verbotene Waffen und Kriegsmaterial (Kategorie A)

### Verbotene Waffen
Neben Waffen, die einen anderen Gegenstand vortäuschen oder mit Gegenständen des täglichen Gebrauchs verkleidet sind (z. B. Stockdegen) sind Schusswaffen die über das für Jagd- und Sportzwecke übliche Maß hinaus zum Zusammenklappen, Zusammenschieben, Verkürzen oder schleunigen Zerlegen eingerichtet sind, verbotene Waffen.
Weiters sind die folgenden Waffen und Gegenstände verboten:
- Flinten (Schrotgewehre) mit einer Gesamtlänge von weniger als 90 cm oder mit einer Lauflänge von weniger als 45 cm.
- Vorderschaftrepetierflinten – sog. „Pumpguns“ (Flinten mit Vorderschaftrepetiersystem)
- Schusswaffen, die mit einer Vorrichtung zur Dämpfung des Schussknalles (Schalldämpfer) versehen sind. (Das Verbot erstreckt sich auch auf die erwähnte Vorrichtung allein, wobei Berufsjäger unter bestimmten Umständen gemäß § 17 Abs. 3a WaffG eine Ausnahmegenehmigung erhalten können.)
- Schlagringe, Totschläger und Stahlruten

Seit 14. Dezember 2019 gelten aufgrund einer EU-Richtlinie Magazine für halbautomatische Faustfeuerwaffen mit Zentralfeuerzündung mit einer Magazinkapazität von mehr als 20 Schuss, Magazine für halbautomatische Schusswaffen mit Zentralfeuerzündung mit einer Magazinkapazität von mehr als zehn Schuss sowie die dazugehörigen Waffen wenn das Magazin angesteckt ist als Waffen der Kategorie A, dürfen aber aufgrund einer behördlichen Ausnahmebewilligung weiterhin besessen werden, sofern sie vor dem 14. Dezember 2019 erworben wurden. Für Sportschützen gibt es weiterhin die Möglichkeit solche Waffen und Magazine zu kaufen, wenn sie für bestimmte Bewerbe unbedingt benötigt werden.

### Erwerb, Besitz und Führen

#### Verbotene Waffen
Der Erwerb, Besitz und das Führen dieser Waffen ist generell verboten. Die Behörde kann verlässlichen Personen ab 21 Jahren eine Ausnahmebewilligung zum Erwerb und Besitz von verbotenen Waffen erteilen. Dies geschieht durch eine Eintragung in die Waffenbesitzkarte. Zum Führen solcher Waffen wird eine Eintragung in den Waffenpass vorgenommen.

#### Kriegsmaterial
Der Erwerb, Besitz und das Führen von Kriegsmaterial ist generell verboten, hierfür ist das Kriegsmaterialgesetz verbindlich.
Der Bundesminister für Landesverteidigung kann verlässlichen Personen ab 21 Jahren eine Ausnahmebewilligung zum Erwerb, Besitz und Führen von Kriegsmaterial erteilen. Der Bundesminister für Inneres muss dieser Ausnahmeregelung zustimmen.
Gewehrpatronen mit Vollmantelgeschoss (soweit es sich nicht um Munition mit Leuchtspur-, Rauch-, Markierungs-, Hartkern-, Brand- oder Treibspiegelgeschoß handelt) sind von diesem Verbot ausgenommen, auch wenn sie als Kriegsmaterial gelten. Deren Erwerb ist nur auf Grund eines Waffenpasses, einer Waffenbesitzkarte oder einer Jagdkarte zulässig. Das Verbot des Besitzes und des Führens von Schusswaffen, die Kriegsmaterial sind, gilt auch nicht für Dienstwaffen die zum Schutz von Staatsoberhäuptern oder Regierungsmitgliedern eines Staates oder vergleichbarer Persönlichkeiten verwendet werden.

## Schusswaffen der Kategorie B

### Definition
Schusswaffen der Kategorie B sind Faustfeuerwaffen, Repetierflinten und halbautomatische Schusswaffen, die nicht Kategorie A sind. Der Bundesminister für Inneres kann bei einem einvernehmlichen Antrag aller Landesjagdverbände, Schusswaffen von der Genehmigungspflicht ausnehmen, sofern es sich nicht um Faustfeuerwaffen oder um Waffen mit einer Magazinkapazität von mehr als 3 Patronen handelt. (§ 19 WaffG)

### Erwerb, Besitz und Führen
Der Erwerb, Besitz und das Führen ist nur aufgrund einer behördlichen Bewilligung zulässig. Zum Erwerb und Besitz wird eine Waffenbesitzkarte, zum Führen ein Waffenpass benötigt. Eine Jagdkarte alleine berechtigt demnach nicht zum Erwerb, Besitz oder dem Führen von Waffen der Kategorie B (§ 20 WaffG). Eine Überlassung der Waffe ist außerhalb behördlich genehmigter Schießstätten nur an Personen gestattet, die ebenfalls zum Besitz von Waffen der Kategorie B berechtigt sind und ist binnen sechs Wochen sowohl vom Überlasser als auch vom Erwerber den jeweiligen Behörden zu melden. Waffen, die bei einem Gewerbetreibenden erworben oder veräußert werden, müssen lediglich vom Gewerbetreibenden der Behörde gemeldet werden (§ 28 WaffG).
Der Erwerb einer Waffenbesitzkarte oder eines Waffenpasses ist verlässlichen EWR-Bürgern ab 21 Jahren gestattet, während die Ausstellung einer Waffenbesitzkarte an Personen ab 18 Jahren im Ermessen der Behörde liegt. Der Erwerber muss beim Antrag einer Waffenbesitzkarte eine Rechtfertigung, für einen Waffenpass einen Bedarf anführen können (§ 21 WaffG). Eine Rechtfertigung zum Besitz gilt jedenfalls als gegeben, wenn der Erwerber glaubhaft machen kann, dass er die Waffe innerhalb seiner Wohn- oder Betriebsräumen zur Selbstverteidigung benötigt. Der Bedarf zum Führen der Schusswaffe ist laut Gesetz jedenfalls gegeben, wenn der Erwerber glaubhaft machen kann, dass er außerhalb seiner Wohn- oder Betriebsräumen besonderen Gefahren ausgesetzt ist, denen er mit Waffengewalt wirksam begegnen kann (§ 22 WaffG).
Der Erwerb und Besitz von Munition für Faustfeuerwaffen mit Zentralfeuerzündung oder einem Kaliber von 6,35 mm und darüber ist nur Personen mit Waffenpass oder Waffenbesitzkarte gestattet (§ 24 Abs. 1 WaffG).

## Schusswaffen der Kategorie C

### Definition
Seit der Waffengesetz-Novelle 2010 werden Waffen der Kategorie C und D zusammengefasst. Hierbei handelt es sich um Schusswaffen, die nach jeder Schussabgabe händisch nachgeladen werden müssen und mit gezogenem Lauf (Kategorie C) oder glattem Lauf (ehemals Kategorie D), die nicht unter die Kategorien A oder B fallen. (§ 30 und § 31 WaffG)

### Erwerb, Besitz und Führen
Der Erwerber muss älter als 18 Jahre sein und den Kauf bei einem Gewerbetreibenden, der zum Handel mit nichtmilitärischen Schusswaffen berechtigt ist, innerhalb von sechs Wochen melden.
Diese Meldung umfasst die Art und das Kaliber der erworbenen Waffe sowie deren Marke, Type, Herstellungsnummer und den Namen des Vorbesitzers. Eine Begründung ist als gegeben anzunehmen, wenn die Waffe zur Selbstverteidigung bereitgehalten bzw. zur Ausübung des Schießsports, zu Jagdzwecken oder für eine Sammlung verwendet wird. Diese Informationen werden in das seit 1. Oktober 2012 zur Verfügung stehende Zentrale Waffenregister eingetragen. Vor der Eintragung muss vom Gewerbetreibenden ein eventuell vorhandenes Waffenverbot geprüft werden. (§ 33 WaffG)
Beim Erwerb von Schusswaffen bei einem Gewerbetreibenden durch eine Person, die über kein waffenrechtliches Dokument verfügt, ist ein eventuell vorhandenes Waffenverbot zu überprüfen und die Waffe erst nach einer Wartezeit von drei Werktagen nach Abschluss des Rechtsgeschäftes auszuhändigen. (§ 34 WaffG)
Waffen der Kategorie C, nicht jedoch der Kategorie D, die sich bereits vor dem 1. Oktober 2012 im Besitz befanden, sind bis zum 30. Juni 2014 in das zentrale Waffenregister nachzutragen. Als Begründung für den Erwerb genügt der bisherige Besitz. Bei einer Veräußerung oder Übertragung einer Waffe aus einem Altbestand ist jedenfalls eine Registrierung durchzuführen, unabhängig von der konkreten Kategorie. (§58 Abs. 2-3 WaffG)
Munition passend für Waffen der Kategorie C, die in einem Kaliber für Faustfeuerwaffen gefertigt sind, dürfen auch ohne waffenrechtliches Dokument erworben und besessen werden. Beim Erwerb muss jedoch die Registrierungsbestätigung vorgewiesen werden. (§ 24 WaffG)
Das Führen einer Schusswaffe ist nur mit Waffenpass oder Jagdkarte gestattet. Ausgenommen sind Sportschützen, die sich mit ungeladener Waffe auf dem Weg zu oder von der Schießstätte befinden. Ebenfalls ist das Ausrücken mit Waffe Angehörigen eines Schützenvereins aus feierlichem oder festlichem Anlass gestattet. (§ 35 WaffG)

## Gemeinsame Bestimmungen

### Verwahrungsvorschriften
Schusswaffen und Munition müssen sicher verwahrt werden. Das Waffengesetz spezifiziert keine Details zur konkreten Verwahrung. Seit der Waffengesetz-Novelle 2010 kann der Bundesminister für Inneres allerdings Vorschriften bezüglich der sicheren Verwahrung erlassen. (§ 16a WaffG)
Bisher wurden keine genaueren Vorschriften erlassen, weshalb die Rechtsauslegung in den konkreten Fällen den Behörden und Gerichten überlassen bleibt. Im Gegensatz zu anderen Ländern müssen in Österreich Waffen und Munition nicht getrennt verwahrt werden.

### Ausnahmen vom Führen
Das Waffengesetz definiert zwei Ausnahmen vom Führen von Waffen, in denen ein Waffenpass oder eine Jagdkarte nicht erforderlich sind (§ 7 WaffG):
1. In Wohn- und Betriebsräumen sowie auf eingefriedeten Grundstücken dürfen Waffen mit Zustimmung der benutzungsberechtigten Personen geführt werden. Die Waffe darf sich hierbei in einem geladenen und einsatzbereiten Zustand befinden.
2. Der Transport von Waffen ist zulässig, sofern er lediglich dem Zweck dient, die Schusswaffe von einem Ort zum anderen zu verbringen. Schusswaffen müssen dabei ungeladen in einem geschlossenen, jedoch nicht unbedingt versperrten Behältnis verwahrt werden.

Die Voraussetzungen für den rechtmäßigen Besitz der Waffen, wie beispielsweise eine Waffenbesitzkarte für Waffen der Kategorie B, müssen in beiden Fällen gegeben sein.

### Waffenverbote
Der Besitz von Waffen und Munition ist Personen, gegen die ein Waffenverbot ausgesprochen wurde sowie Personen ohne Daueraufenthaltsgenehmigung verboten. Die Behörde hat waffenrechtliche Urkunden sowie Waffen und Munition sicherzustellen. Bei Gefahr in Verzug sind auch Organe der öffentlichen Aufsicht berechtigt, waffenrechtliche Urkunden, Waffen und Munition sicherzustellen (§ 12 und § 13 WaffG).
Zivildienstpflichtigen Personen ist der Erwerb und Besitz von Schusswaffen der Kategorie B sowie das Führen von Schusswaffen aller Kategorien für die Dauer von 15 Jahren ab Feststellung der Zivildienstpflicht untersagt. Hierbei handelt es sich jedoch nicht um ein Waffenverbot im Sinne des Waffengesetzes, weshalb es Zivildienstpflichtigen gestattet ist, Schusswaffen der Kategorien C erwerben und zu besitzen. Eine Ausnahme vom Verbot für Kategorie B und dem Führen von Schusswaffen kann mittels begründetem Antrag bei der Landespolizeidirektion für Angehörige traditioneller Schützenvereinigungen, Sportschützen und Jäger erwirkt werden. (§ 5 Abs. 5 ZDG)

### Schießstätten
Auf Schießstätten sind die Bestimmungen über Besitz und das Führen von Schusswaffen sowie der Erwerb und das Überlassen von Munition für Faustfeuerwaffen nicht anzuwenden. Waffenverbote im Sinne des Waffengesetzes gelten jedoch auch weiterhin. (§ 14 WaffG)

### Jugendliche
Personen unter 18 Jahren ist der Besitz und Erwerb von Waffen, Munition und Knallpatronen untersagt. Ausnahmen können für Personen ab dem 16. Lebensjahr gemacht werden. Diese Ausnahme gilt jedoch nur für Schusswaffen der Kategorien C, sofern der Betroffene die Waffe für sportliche oder jagdliche Zwecke benötigt und reif sowie verlässlich genug erscheint. (§ 11 WaffG)